# J. K. 롤링
J. K. 롤링(영어: J. K. Rowling, OBE, 1965년 7월 31일 ~ )은 영국의 아동문학 작가이다. 본명은 조앤 롤링(영어: Joanne Rowling)으로, 서명 이름으로는 'J. K. 롤링(Joanne Kathleen Rowling)'과 로버트 갤브레이스(Robert Galbraith)를 사용한다.
롤링은 1997년 처음 출간되어 2007년 전 7권으로 완간된 판타지 소설 《해리포터》시리즈의 작가로 잘 알려져 있다. 이 시리즈로 롤링은 전 세계적으로 큰 주목을 받으며 여러 상을 받았고, 책은 지금까지 67개 언어로 번역되며 4억 5천만 부 이상 판매됐다. 이것은 역사상 가장 많이 팔린 베스트 셀러의 책 시리즈와 전 세계에서 가장 많은 수익률을 낸 영화 시리즈로 기록되었고, 롤링은 영화 시리즈 최종장에서 프로듀서로 참여했다.
롤링은 작가 등단 5년 만에 "무일푼에서 갑부"가 된 대표적인 인물로 손꼽히며, 영국을 대표하는 베스트셀러 작가로 성장했다.
2004년 롤링은 《포브스》가 집계한 자산 10억 달러 이상 '세계 최고 부호 클럽'에 합류했고, 2008년 《선데이 타임스》가 발표한 '부자 명단'에서 영국에서 두 번째로 가장 부유한 여성으로 롤링의 재산은 5억 600만 파운드(한화 약 1조 169억 원)에 달하는 것으로 알려졌다.
2001년 《포브스》는 전 세계 유명 인사로 롤링을 25위에, 2007년에는 48위에 선정했다. 2010년 10월, 롤링은 주요 잡지의 편집자가 선정한 "영국에서 가장 영향력 있는 여성"으로 지명되었다. 2017년 포브스가 집계한 '2017년 세계 최고 소득 작가' 순위에서 롤링은 연간 9천500만 달러(약 1천69억 원)를 벌어들여 1위를 차지했다.
롤링은 영국의 빈곤 퇴치 기금 모금 단체인 코믹 릴리프, 한부모 가정 지원 단체인 진저브레드(Gingerbread), 그리고 영국 다발성 경화증 협회(Multiple Sclerosis Society of Great Britain), Lumos(舊 칠드런스 하이레벨 그룹) 등 여러 자선 단체와 노동당을 지원하고 있다.

## 필명
현재 필명인 J. K. 롤링은 작품의 대상이 되는 소년이 여성 작가의 작품이라고 알고 싶어하지 않을 것이라고 걱정한 출판사가 롤링에게 이니셜을 사용하도록 요청했기 때문에 붙여진 이름이다. 롤링은 중간 이름을 가지고 있지 않았기 때문에, 할머니 이름인 캐슬린(Kathleen)에서 따와, 필명을 J. K, 롤링으로 하기 시작했다. 롤링은 《해리 포터》 시리즈의 완간 후에도 작가 일을 계속 하고, 작가 이름도 바꾸지 않겠다고 말했지만 2013년에 로버트 갤브레이스라는 남자 이름으로 탐정 소설을 간행했다. 또한 자신이 조앤(Joanne)이 아닌 조(Jo)라고 칭하는 것을 선호하는 것에는 어린 시절 조앤이라고 불리는 것에 화를 냈을 뿐으로 필명은 아니다. 또한 롤링은 2001년 재혼한 이후에 개인 사업의 일로 현재의 남편 성씨를 따른 조앤 뮤레이(Joanne Murray)를 사용하기도 했다.

## 삶

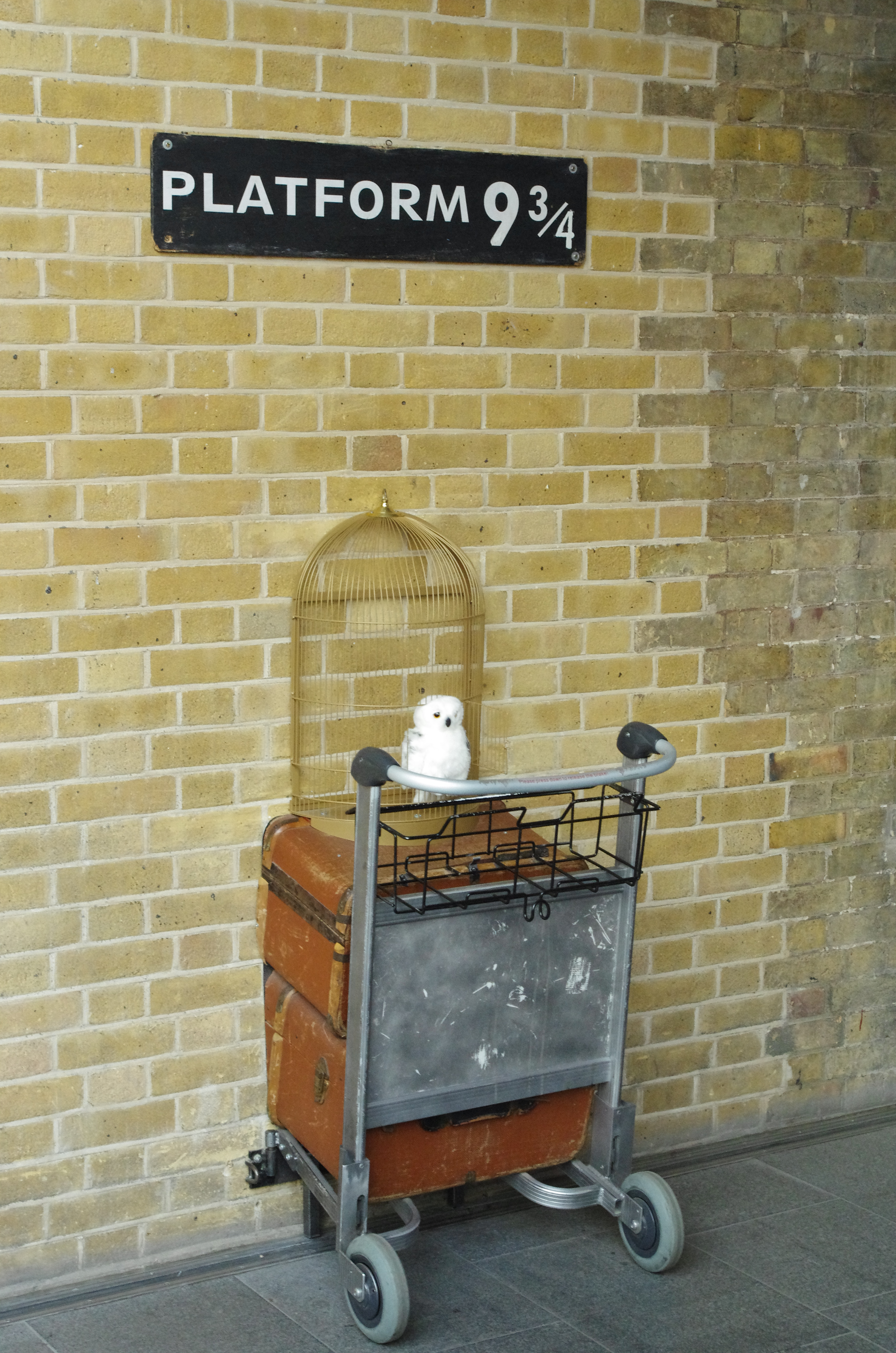
롤링의 부모가 처음 만난 킹스크로스 역. 롤링의 마법사 세계에 킹스크로스가 등장한 후에는 세계적으로 인기 있는 관광 명소가 되었다.

### 어린 시절과 가족
J.K 롤링은 1965년 7월 31일 잉글랜드 브리스틀 근처 북동쪽에서 10 마일(16.1km) 떨어진 예이트(Yate)에서 롤스로이스 항공기 엔지니어인 피터 제임스 롤링과 과학 기술자인 앤 롤링(옛 성씨 : 볼란트)의 장녀로 태어났다. 그녀의 부모는 1964년 아브로스(Arbroath)로 출발하는 런던 킹스크로스 역에서 처음 만났고, 그들은 1965년 3월 14일에 결혼했다. 그리고 이 킹스크로스역은 나중에 롤링의 책에서 나와 셰계적인 관광 명소가 되었다. 그녀의 증조 외할아버지 "듀갈드 캠벨"은 스코틀랜드인으로 애런섬의 람래쉬에서 태어났다. 증조 친할아버지 "루이스 볼란트"는 프랑스인으로 제1차 세계 대전 당시 꾸르셀 르 콩트 마을을 용기있게 방어한 공로로 무공 십자훈장을 받았다.
롤링이 태어난 병원은 웨일스의 작은 마을 치핑소드베리(Chipping Sodbury)로, 2년 후 여동생 디앤이 태어났다. 롤링이 만 4살이 되던 해 롤링 가족은 글로스터셔 주의 윈터본으로 거주지를 옮겼고 만 9세 때에는 텃실(Tutshill)로 이동했다. 롤링은 19세기 중반에 지어진 고딕 풍의 교회 건물과 정원, 자연을 느낄 수 있는 풍부한 숲 등 아름다운 경관들에 둘러싸여 성장했다. 롤링은 어린 시절부터 이야기 쓰는 것을 좋아했고, 여동생을 위해서 이야기를 쓰는 것을 즐겼다. 그녀가 처음으로 쓴 이야기 〈토끼〉는 홍역에 걸린 토끼에 대한 이야기였다.
롤링은 세인트 마이클스 초등학교(St Michael's Primary School)에 다녔는데, 영국의 정치인이자 노예 폐지 운동가 윌리엄 윌버포스와 교육 개혁가 해나 모어(Hannah More)가 설립한 학교로 교장 앨프리드 던(Alfred Dunn)은 《해리 포터》에서 등장하는 알버스 덤블도어의 영감이 되었다.

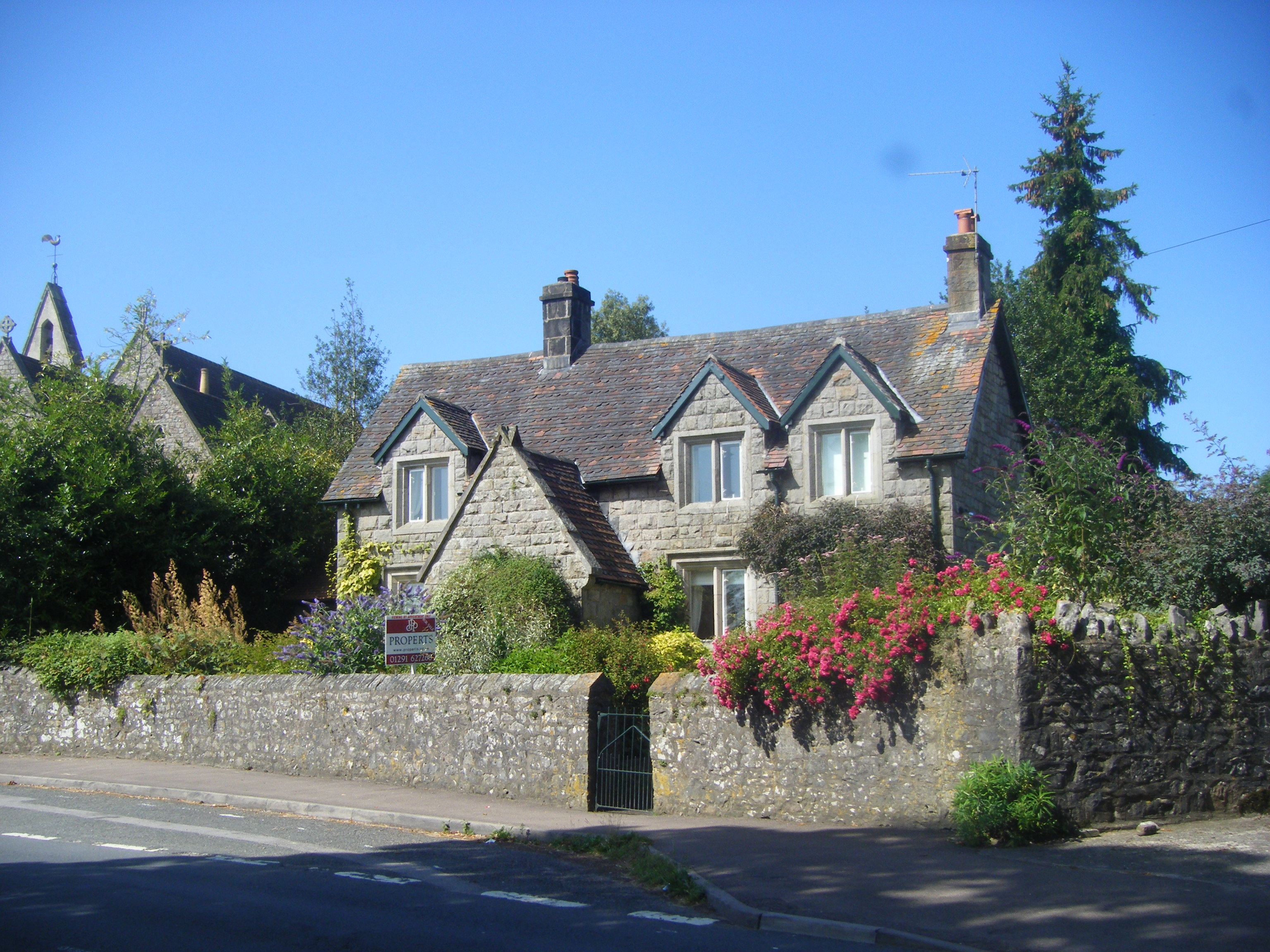
롤링이 어린 시절 성장한 텃실의 집

이후 롤링은 어머니가 과학 교사로 일했던 와이딘 중학교(Wyedean School)에 입학했다. 롤링은 고급 독일어·프랑스어·영어를 공부했고, 학교의 여학생 대표로 활동하기도 했다. 그러나 롤링은 그녀의 10대 시절이 어머니의 질병과 아버지와의 불편한 관계 때문에 불행했다고 회고했다.
1982년 롤링은 옥스퍼드 대학교 입학 시험을 치렀지만, 낙제하였다. 잉글랜드 서남부의 엑서터 대학교에서 불문학과 고전학을 전공했고, 파리 유학을 다녀왔다. 롤링은 대학생 시절 많은 소설을 썼지만 완성까지는 하지 않았고, 제인 오스틴 등 다른 작가의 작품을 읽는 데에 많은 시간을 보냈다. 롤링은 졸업 후 국제 사면 위원회에 임시 직원으로 들어가 비서 일을 했지만, 이는 롤링의 적성에 맞지 않았다.

### 영감과 어머니의 죽음
1990년 여름, 맨체스터에서 런던으로 향하는 열차를 타고 있던 롤링은 4시간 동안 지연된 열차 안에서 마법학교에 다니는 소년 "해리 포터"와 "론", "헤르미온느" 3명의 착상을 떠올렸고, 집으로 돌아가 그날 밤 소설을 쓰기 시작했다. 이런 영감은 그녀에게 처음으로 일어난 경험으로, 이후 인터뷰에서 롤링은 어디에서 그런 이미지가 떠올랐는지 알 수 없었다고 말했다. 그해 12월에 다발성 경화증으로 어머니를 잃고 롤링은 큰 충격을 받게 되어, 당시 집필 중이던 책의 내용에도 그 영향이 미쳤다.

### 결혼과 이혼, 싱글맘·작가 시작

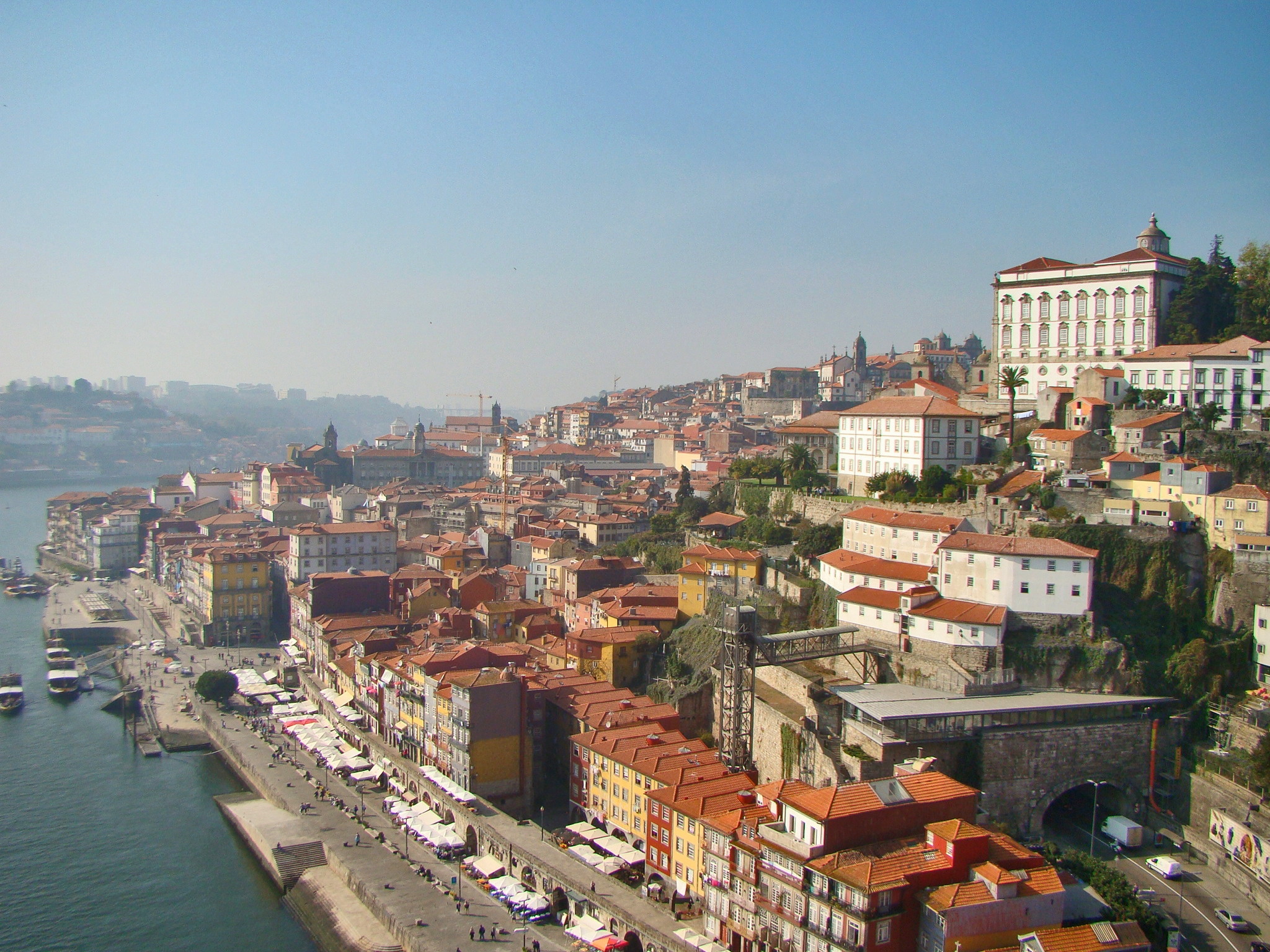
롤링이 거주했던 포르투

1991년 포르투갈 포르투에서 영어 교사로 취직을 한 롤링은 매일 밤마다 차이콥스키의 바이올린 협주곡을 들으며, 글쓰기를 이어나갔다. 그녀는 18개월이 지난 후에 포르투의 바에서 텔레비전 저널리스트 조지 아란테스와 만났고, 1992년 10월 16일에 결혼했다. 다음 해 1993년 7월 27일에는 딸 "제시카 이사벨 롤링 아란테스"("제시카 밋퍼드"의 이름을 따 지음)를 출산했지만, 남편과의 불화로 1993년 11월 17일에 이혼 소송을 시작하였고, 생후 4개월 된 딸을 데리고 무일푼의 몸으로 영국으로 귀국해 여동생이 사는 에든버러에 정착했다. 그녀는 고등학교의 불어 교사가 되는 길도 있었지만, 앞으로 자신의 인생에 있어 두 번 다시 없는 기회가 될 수 있다고 생각에 소설을 쓰는 것에 집중한다. 소설가로 명성을 얻기 이전의 에든버러에서의 생활은 이혼 후 생활고와 가난했던 시절 우울증으로 "자살도 생각했었다" 라고 에든버러 대학교에서의 연설에서 밝히기도 하였다. 이 때의 경험이 《해리 포터 시리즈》에 등장하는 디멘터의 근원이 되었다.
롤링은 1994년 8월 이혼 소송 정리를 위해 포르투갈로 돌아왔고, 1995년 8월 에든버러 대학교(Moray House School of Education, University of Edinburgh)에서 교사 교육과정을 수료했다. 소중한 딸의 존재에 의지하면서 그녀는 몇 달에 걸쳐 우울증을 완치하였고, 가난한 미혼모로 3년여 동안 주당 한화 8만원 전후(당시 £70)정도의 생활 보조금으로 연명한 그녀는 자신의 첫 소설 《해리 포터 시리즈》 제1편 《해리 포터와 마법사의 돌》을 완성했다. 책을 쓰기 시작한 초기에는 하루종일 카페에 죽치고 눌러앉아 집필을 하는 일이 많았다고 하는 것에 대해 이후 롤링은 소득이 없어 집안의 냉난방 비용 절감을 위해 집필했다는 루머를 부정했고, 아이가 자고 있을 때에는 유모차에 태우고 산책하는 것이 가장 효과적이었기 때문에 아이가 잠든 후에 근처의 카페에 들어가 글을 집필했던 것이라고 해명했다.

### 해리 포터

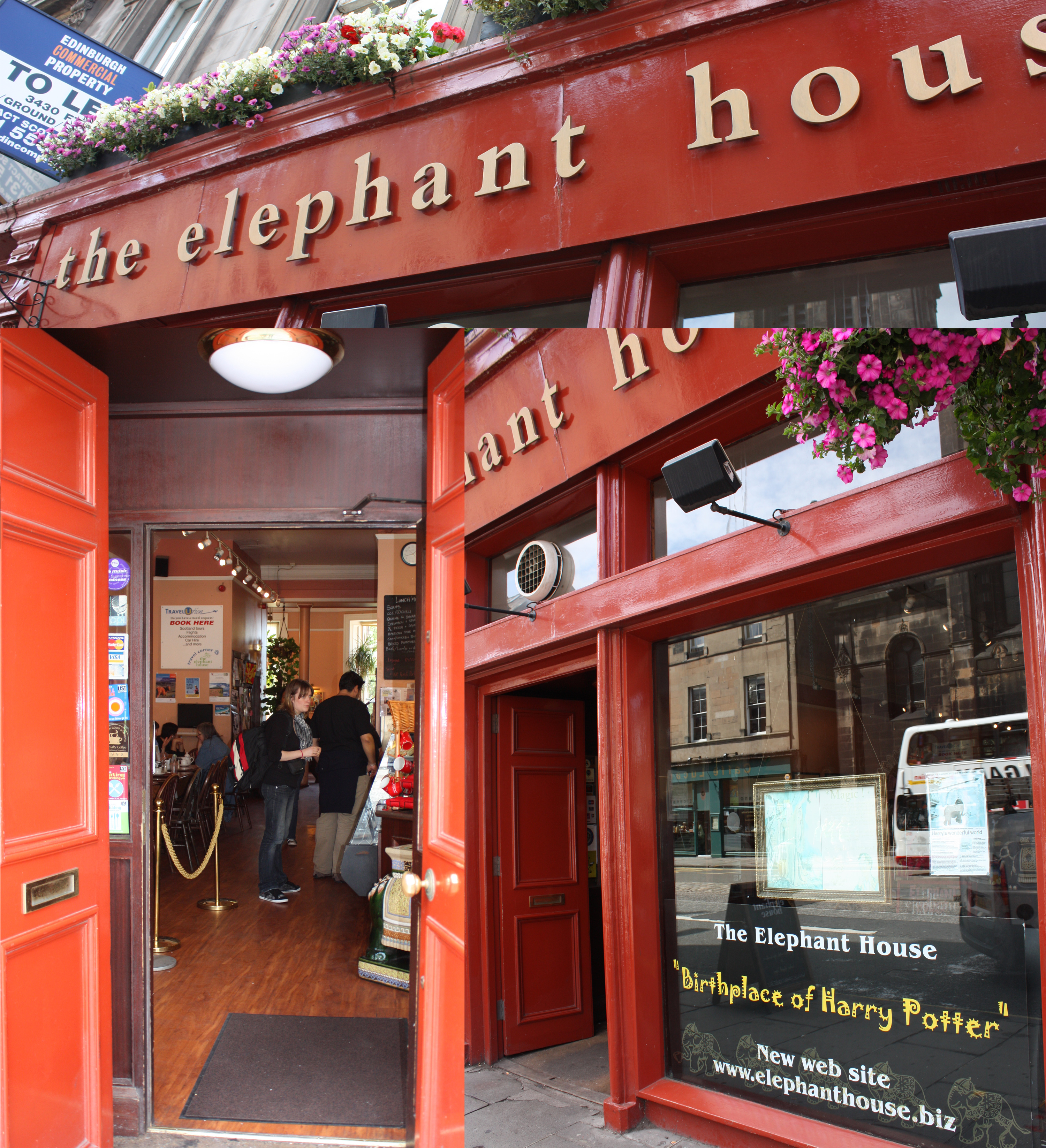
에든버러에 위치한 롤링이 첫 소설 《해리 포터》를 쓴 카페 "엘리펀트 하우스"

1995년에 롤링은 완성 된 원고를 에이전트를 통해 12개의 출판사에 제출했지만, 너무 내용이 길다는 이유로 어느 출판사도 간행을 맡지 않았다. 그러던 중에 롤링은 저작권 대행업체 크리스토퍼 리틀(Christopher Little Literary Agency)을 만나게 되었고, 그는 롤링의 책을 영국의 블룸즈버리 출판사에 팔아주었다. 블룸즈버리 출판사가 이를 간행하게 된 것은 원고를 편집자가 직접 읽기 전에 8세 아이 "앨리스 뉴턴"의 반응을 보고 난 후로, 1시간 후에 방에서 나온 앨리스는 "오마이갓 이 책은 다른 어떤 것보다 훨씬 멋지다!"고 말을 하였기 때문에 블룸즈버리 출판사는 해리포터를 출판 하기로 결정하였다.
이 책의 이름은 《해리 포터와 현자의 돌》(Harry Potter and the Philosopher's Stone)이었는데, 나중에 미국에 출판되었을 때는 《해리 포터와 마법사의 돌》(Harry Potter and the Sorcerer's Stone)로 변경되었다.
영국 블룸즈버리 출판사 에서 출판된 이 책은 네슬레 스마티스 상(Nestlé Smarties Book Prize)과 영국 도서상(British Book Awards, 현 Specsavers National Book Awards) 등 많은 문학상을 수상하는 등 신인 작가의 작품으로서는 파격적인 반응을 일으켰다. 또한 아동 문학적으로 높이 평가되었을 뿐 아니라 성인 독자까지 매료시키면서, 수많은 외국어로 번역되어 세계적인 베스트 셀러가 되었다.
2000년에 롤링은 아동문학에 대한 공헌을 인정받아 대영 제국 훈장 4등급(OBE)을 받았다.
속편 《해리 포터와 비밀의 방》은 1998년 7월에 발표되었고, 롤링은 네슬레 스마티스 상을 또다시 받았다.
1999년 12월에는 3편 《해리 포터와 아즈카반의 죄수》를 발표했고, 롤링은 네슬레 스마티스 상을 3회 수상한 최초의 인물이 되었다. 롤링의 연속된 수상으로, 주최측에서는 다른 작가에게 공정한 기회를 주기 위해 4편 《해리 포터와 불의 잔》부터는 경쟁부문 후보에서 제외했다.
4편 《해리 포터와 불의 잔》은 2000년 7월 8일 영국과 미국에서 동시에 발표되었고, 양국에서 판매기록을 새로 세웠다.
롤링은 2000년 영국 도서상 시상식(British Book Awards, 현 Specsavers National Book Awards)에서 '올해의 작가상' 수상자로 선정되었다.
롤링은 3년 후 5편 《해리 포터와 불사조 기사단》을 발표했다. 오랜 기간 동안의 공백으로 많은 추측이 난무했지만, 롤링은 그동안 집필할 시간과 에너지가 부족했을 뿐이라고 말했다.
6편 《해리 포터와 혼혈 왕자》는 2005년 7월 16일에 발표되었다. 6편은 출시 후 24시간 만에 9백만 부를 판매하는 등, 모든 판매 기록을 갈아치웠다. 2006년 《해리 포터와 혼혈 왕자》는 영국 도서상 시상식에서 '올해의 책 상' 시상작으로 선정되었다.
시리즈의 일곱 번째 소설이자 최종편의 제목은 《해리 포터와 죽음의 성물》으로, 2007년 7월 21일에 발표되었다. 롤링은 2007년 1월 11일, 에든버러의 발모랄 호텔에서 일곱 번째 책을 완성했다. 《해리 포터와 죽음의 성물》은 2007년 7월(유럽 시간 기준) 가장 빠르게 판매된 책으로 이전의 기록을 모두 갈아치웠고, 영국과 미국에서 첫날에만 11만 부를 판매했다. 이 책의 마지막 장은 그녀가 시리즈 전체에 쓴 최초의 것들 중 하나이다.
《해리 포터》는 현재 15억 달러(한화 약 1조 5천 163억 원)의 가치가 있는 글로벌 브랜드가 되었고, 《해리 포터》 소설 중 마지막 네 편은 역사상 가장 빠른 판매를 기록한 책이자 연속 세트 기록을 세웠다. 총 4,195 페이지에 달하는 시리즈와 67개 언어로 번역되며 4억 5천만 부 이상 판매되었다.

### 해리 포터 영화
1998년 10월, 워너 브라더스는 《해리 포터》 시리즈의 두 편의 소설 《해리 포터와 마법사의 돌》, 《해리 포터와 비밀의 방》의 영화 판권을 구입하였고, 크리스 콜럼버스가 감독을 맡아 《해리 포터와 마법사의 돌》는 2001년 11월 16일에 개봉하였고, 《해리 포터와 비밀의 방》 2002년 11월 15일에 개봉되었다. 《해리 포터와 아즈카반의 죄수》는 2004년 6월 4일에 개봉되었고 감독은 알폰소 쿠아론이 맡았다. 네 번째 영화 《해리포터와 불의 잔》은 마이크 뉴얼이 감독을 맡아, 2005년 11월 18일에 개봉했다. 《해리 포터와 불사조 기사단》은 2007년 7월 11일에 개봉하였고, 감독은 데이비드 예이츠가 맡았다. 《해리 포터와 혼혈 왕자》는 2009년 7월 15일에 개봉되었고, 예이츠가 다시 감독을 맡았다. 영화 시리즈의 최종장인 《해리 포터와 죽음의 성물 1부》는 2010년 11월에 개봉되었고, 《해리 포터와 죽음의 성물 2부》는 2011년 7월에 개봉되었다. 예이츠는 두 편의 감독을 맡았다.
롤링은 워너 브라더스와 《해리 포터》 시리즈의 영화 계약을 할 때 주요 규정 중 하나로 영화에 등장하는 모든 배우는 영국인으로 캐스팅하고 모든 촬영지는 영국에서 촬영하는 것을 내걸었고, 일반적으로 준수되었다. 당초에는 영화 감독으로 스티븐 스필버그가 언급 되었지만 롤링과 제작사와의 마찰로 성사되지 않았고, 워너 브라더스는 가족 중심의 친화적인 필름을 원해 《나홀로 집에》시리즈와 《미세스 다웃파이어》 등으로 알려진 크리스 콜럼버스를 선택했다.
롤링은 전 시리즈에서 모든 스크립트를 검토하고 영화에 대한 여러 가지 창의적인 조언을 했을 뿐 아니라, 최종장을 두 편으로 나눴고 《해리 포터와 죽음의 성물》에 프로듀서로 참여했다. 《해리 포터》 영화 시리즈는 10년동안 총 8편의 영화로 제작되며, 영화관 입장권 판매로만 64억 달러(한화 약 6조 7700억 원)의 엄청난 수입을 거두웠다.
롤링과 프로듀서 데이비드 헤이먼·데이비드 배런(David Barron), 그리고 감독 데이비드 예이츠·마이크 뉴얼·알폰소 쿠아론은 영국 아카데미 영화상 시상식에서 《해리 포터》 영화 시리즈의 전세계적인 성공과 공헌을 인정받아 마이클 밸컨 공로상(Michael Balcon Award for Outstanding British Contribution to Cinema)을 받았다.
2013년 9월, 워너 브라더스는 롤링과 영화의 기획 시리즈를 기반으로 한 "확장된 창조적 파트너십"을 발표했다. 2014년에는 《해리 포터》시리즈의 스핀오프 영화 《신비한 동물 사전》을 3부작의 영화로 제작하고 롤링이 직접 각본을 쓴다고 발표하였다. 감독은 데이빗 예이츠 감독이 다시 한번 메가폰을 잡아 2016년 11월 18일 개봉될 예정이며, 2편과 3편은 각각 2018년과 2020년 개봉한다. 그러나, 2016년 10월 13일 롤링은 런던 엠파이어 씨어터에서 열린 팬 이벤트에 참석해 당초 3부작에서 두 편을 더해 총 5부작의 영화로 만들어진다고 직접 밝혔다. “처음에는 3부작으로 구상했지만, 얼마 전에 플롯을 제대로 짤 수 있게 되어 5편의 시리즈로 만들기로 했다. 각본을 쓰는 동안 어떻게 써야 하는 지 잘 배웠다”고 말했다.

### 재혼과 가족
2001년 12월 26일 롤링은 마취과 의사 "닐 마이클 머리"(1971년 출생)와 애버펠디에 위치한 자신의 집의 킬리채시 하우스에서 결혼식을 올렸고, 2003년 3월 24일에 아들 "데이비드 고든 롤링 머리"를 출산했다. 롤링은 《해리 포터와 혼혈 왕자》를 쓰기 시작한 직후로, 초기 단계의 육아에 더 집중하기 위해 소설 집필을 잠시 중단했다. 고든 브라운 전 총리의 아내 세라 제인 브라운 (Sarah Jane Brown)은 롤링의 친구로 알려져 있는데, 총리 부부는 자선 사업에 협력하는 과정에서 롤링과 만났고 2003년 새라의 아들 "프레이저"가 태어났을 때 처음으로 병원에 방문한 인사가 롤링이었다. 롤링의 막내 딸 "매켄지 진 롤링 머리"는 《해리 포터와 혼혈 왕자》를 집필 중이던 2005년 1월 23일에 태어났다.

### 캐주얼 베이컨시
2011년 7월, 롤링은 자신의 직원 중 한 명인 닐 블레어(Neil Blair)에 의해 설립된 새로운 회사로 이동했고, 그녀의 에이전트 크리스토퍼 리틀(Christopher Little Literary Agency)과 함께 회사를 분리했다. 2012년 2월 23일에 롤링의 새로운 에이전트 '블레어 파트너십'은 롤링이 성인을 대상으로 한 새 책을 출판하기 위해 리뉴얼한 웹사이트를 공개했다. 보도 자료에서 롤링은 그녀의 새로운 책이 《해리 포터》와는 다를 것이라고 말했다.
2012년 4월, 리틀 브라운 출판사는 이 책의 제목은 《더 캐주얼 베이컨시》(영어: The Casual Vacancy)라고 밝혔고, 롤링의 최초의 성인 장편 소설인 이 작품은 2012년 9월 27일에 발표되었다. 《더 캐주얼 베이컨시》는 영국의 한 시골 마을을 배경으로 강간, 마약 중독, 자해와 같이 다소 불쾌감을 줄 수 있는 주제를 다루고 있다.
롤링은 런던 사우스뱅크 센터에서 열린 신작 발표회에 《캐주얼 베이컨시》를 홍보하기 위해 참석했다.
영국의 일간지 《데일리 텔레그래프》의 보도에 따르면 영국 서점에서는 《캐주얼 베이컨시》가 올해의 베스트셀러 소설이 될 것으로 예상하였고, 영국의 출판 잡지 《더 북셀러(The Bookseller)》의 편집장 필립 스톤 은 "출판업계의 99%는 롤링의 신작이 단숨에 판매 1위에 오를 것으로 믿고 있다"고 말했다. 이러한 기대에 힘입어 발매 3주 만에 전 세계적으로 100만 부 이상 판매되었다.
2012년 12월 3일에 《캐주얼 베이컨시》가 BBC에서 텔레비전 드라마 시리즈로 제작 되어, 2014년 BBC 1에서 방송 될 것이라고 발표했다.
이 시리즈는 롤링의 에이전트의 닐 블레어에 의해 기획 되었고, 그의 독립 제작사에서 제작을 맡을 예정으로 닉 세나트가 총괄 프로듀서를 맡았다. 롤링도 공동으로 협력하고 있고, 각색 과정을 거쳐 방영(에피소드) 횟수가 결정될 예정이다.

## 성공과 재산
롤링의 연수입은 약 1억 2500 만 파운드(한화 약 2200억 원)로, "역사상 가장 많은 수익을 기록한 작가"라고 평가받았다. 2003년 5월 영국의 "부자 리스트"의 발표에 따르면 《해리 포터》 책, 영화, 기타 관련 상품으로 그녀의 손에 들어 온 금액이 한화로 약 5,570억 원이라고 추정했다. 이 금액은 엘리자베스 여왕보다도 많은 금액으로, 영국 내에서는 122번째에 해당한다.
롤링은 2004년 미국의 경제 전문지 《포브스》가 선정한 "세계 최고 부자" 목록에 첫 등장했으며, 2007년 1월, 《포브스》가 발표한 '엔터테인먼트계에서 활약하는 여성 중에서 가장 많은 재산을 보유한 여성 톱 20'에서 2위를 차지했다. 2010년 1월 그녀의 재산은 5억 600만 파운드(한화 약 1조 169억원)으로 알려졌다. 2013년 2월, BBC 라디오 4의 《여자의 시간》에서는 그녀를 영국에서 가장 영향있는 여성 13위에 선정하였다.
영국 대중지 《더 선》에 따르면, 스코틀랜드에 260만 파운드(한화 약 46억 원)에 달하는 대저택을 구입했다. 그 외에도 그녀는 스코틀랜드에 3개, 런던에 1개의 대저택을 갖고 있다.

## 정치적 성향
2008년 BBC의 보도에 따르면 그녀는 집권 노동당에 100만 파운드(한화 약 20억원) 을 기부했다. 어린이 빈곤을 퇴치하기 위해 노력하는 노동당 정부에 자극을 받아 기부하게 되었다고 한다. 그녀는 고든 브라운 전 총리 부부와 친한 사이라고 한다. 한편 가정이 있는 결혼한 부부에 대해 감세 혜택을 주기로 한 보수당의 데이비드 캐머런 당수를 비판하기도 했는데, 그녀의 이런 성향은 어려웠던 싱글맘 시절의 경험이 영향을 준 것으로 보인다. 롤링이 노동당에 현금을 기부하기는 처음이며, 노동당은 2005년 총선 때 진 빚 때문에 2008년 9월 현재 부채액이 1천 800만 파운드(한화 약 320억원)에 달하는 상황이었다.

## 자선 활동
2000년 롤링은 전쟁으로 발생한 빈곤과 사회적 불균형 등을 개선하기 위해 5,100,000 파운드(한화 약 88억원)의 연간 예산을 들여 볼란트 자선 단체(Volant Charitable Trust)를 설립했다. 이 단체는 생활 보조를 받는 아이들, 한부모 가정, 다발성 경화증의 연구 등을 지원하고 있다.

## 저서

### 해리포터 시리즈
1. 《해리 포터와 마법사의 돌》 (Harry Potter and the Sorcerer’s Stone) (1997년)
2. 《해리 포터와 비밀의 방》 (Harry Potter and the Chamber of Secrets) (1998년)
3. 《해리 포터와 아즈카반의 죄수》 (Harry Potter and the Prisoner of Azkaban) (1999년)
4. 《해리 포터와 불의 잔》 (Harry Potter and the Goblet of Fire) (2000년)
5. 《해리 포터와 불사조 기사단》 (Harry Potter and the Order of Phoenix) (2003년)
6. 《해리 포터와 혼혈 왕자》 (Harry Potter and the Half-Blood Prince) (2005년)
7. 《해리 포터와 죽음의 성물》 (Harry Potter and the Deathly Hallows) (2007년)
8. 《해리 포터와 저주받은 아이》 (Harry Potter and the Cursed Child) (2016년)

#### 관련 된 책
- 《신비한 동물 사전》 (Fantastic Beasts and Where to Find Them) (2001년)
- 《퀴디치의 역사》 (Quidditch Through the Ages) (2001년)
- 《음유시인 비들 이야기》 (The Tales of Beedle the Bard) (2008년)
- 《해리 포터 프리퀄》 (Harry Potter prequel) (2008년, 단편)

### 성인 소설
- 《캐주얼 베이컨시》 (The Casual Vacancy) (2012년)

### 코모란 스트라이크 시리즈
- 《더 쿠쿠스 콜링》 (The Cuckoo's Calling) (2013년)
- 《실크웜》 (The Silkworm) (2014년)
- 《커리어 오브 이블》 (Career of Evil) (2015년)

## 필모그래피
| Films or TV series that have not yet been released | 아직 공개되지 않은 작품을 나타낸다. |

| 연도 | 제목                              | 참여    | 참여     | 참여          | 비고                                                                                  | 출처    |
| 연도 | 제목                              | 각본    | 프로듀서 | 총괄 프로듀서 | 비고                                                                                  | 출처    |
| ---- | --------------------------------- | ------- | -------- | ------------- | ------------------------------------------------------------------------------------- | ------- |
| 2010 | 해리 포터와 죽음의 성물 1부       |         | 예       |               | 그녀의 소설을 원작으로 한 영화 해리 포터와 죽음의 성물                                | [ 99 ]  |
| 2011 | 해리 포터와 죽음의 성물 2부       |         | 예       |               | 그녀의 소설을 원작으로 한 영화 해리 포터와 죽음의 성물                                | [ 99 ]  |
| 2015 | 캐주얼 베이컨시                   | [ 100 ] |          |               |                                                                                       |         |
| 2016 | 신비한 동물 사전                  | 예      | 예       |               | 그녀의 소설 해리 포터 시리즈에 관련 된 책 신비한 동물사전을 바탕으로 한 오리지널 영화 | [ 101 ] |
| 2017 | 코모란 스트라이크 미스테리즈      |         |          | 예            | 그녀의 소설 코모란 스트라이크를 원작으로 한 TV 시리즈; 제작                           | [ 102 ] |
| 2018 | 신비한 동물들과 그린델왈드의 범죄 | 예      | 예       |               | 그녀의 소설 해리 포터 시리즈에 관련 된 책 신비한 동물사전을 바탕으로 한 오리지널 영화 |         |
| 2022 | 신비한 동물들과 덤블도어의 비밀   | 예      | 예       |               | 그녀의 소설 해리 포터 시리즈에 관련 된 책 신비한 동물사전을 바탕으로 한 오리지널 영화 |         |

## 수상 및 서훈, 명예 학위

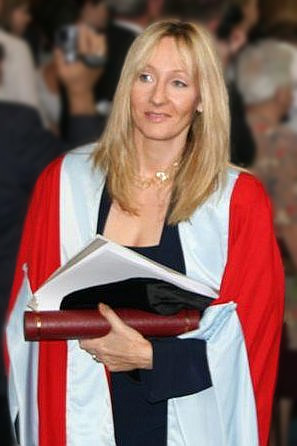
애버딘 대학교에서 명예 학위를 받는 J. K. 롤링

- 1997년 (에스파냐) 네슬레 스마티스 책상 《해리 포터와 마법사의 돌》
- 1998년 (에스파냐) 네슬레 스마티스 책상 《해리 포터와 비밀의 방》
- 1999년 (에스파냐) 네슬레 스마티스 책상 《해리 포터와 아즈카반의 죄수》
- 1999년 영국 도서상: 올해의 어린이 책 부문  《해리 포터와 비밀의 방》
- 1999년 위트브레드 문학상: 올해의 어린이 부문 《해리 포터와 아즈카반의 죄수》
- 2000년 영국 도서상: 올해의 작가상
- 2000년 대영 제국 훈장 4등급(OBE) 수훈[2]
- 2000년 (미국) 로커스 상 《해리 포터와 아즈카반의 죄수》
- 2001년 (미국) 휴고 상: 최고의 소설 부문 《해리 포터와 아즈카반의 죄수》
- 2003년 (에스파냐) 아스투리아스 왕세자상: 평화 부문
- 2003년 (미국) 브램 스토커상:  최고의 젊은 독자상 《해리 포터와 불사조 기사단》
- 2006년 영국 도서상: 올해의 책상 《해리 포터와 혼혈 왕자》
- 2007년 CBBC 블루 피터 배지 '골드'
- 2008년 영국 도서상: 공로상
- 2009년 (프랑스) 레지옹 도뇌르 훈장 슈발리에(5등급)[103]
- 2010년 (덴마크) 한스 크리스티안 안데르센 문학상
- 2011년 영국 아카데미 영화상 공로상
- 2012년 런던시 자유상(명예 시민상)

롤링이 명예 학위를 받은 곳은 세인트앤드루스 대학교, 에든버러 대학교, 에든버러 네이피어 대학교, 엑서터 대학교, 애버딘 대학교, 하버드 대학교이다. 2008년 롤링은 하버드 대학교에서 명예 문학박사 학위를 받으면서, 졸업식에서 연설을 하였다.